# Fang (etnia)
Los fang son un grupo étnico bantú de Guinea Ecuatorial, sur de Camerún y norte de Gabón.Representan el 85 % de la población de Guinea Ecuatorial, concentrándose en la región continental.